# Lake Arrowhead (Kalifornija)
Lake Arrowhead je naseljeno područje za statističke svrhe u američkoj saveznoj državi Kalifornija. Prema popisu stanovništva iz 2010. u njemu je živjelo 12.424 stanovnika.